# 山梨県道213号下荻原三日市場線
山梨県道213号下荻原三日市場線（やまなしけんどう213ごう しもおぎわらみっかいちばせん）は、山梨県山梨市と甲州市を結ぶ一般県道である。

## 概要
- 起点：山梨県山梨市三富下荻原（国道140号交点）
- 終点：山梨県甲州市塩山三日市場（三日市場交差点＝山梨県道38号塩山勝沼線交点、山梨県道205号三日市場南線始点）

## 通過する自治体
- 山梨県
  - 山梨市 - 甲州市

## 交差・接続する道路
- 国道140号（山梨市三富下荻原）
- 山梨県道38号塩山勝沼線（甲州市塩山三日市場・三日市場交差点）
- 山梨県道205号三日市場南線（同上）

## 周辺
- 甲州市立松里中学校
- 甲州市立松里小学校